# ウィリアムズ・FW21
ウィリアムズ・FW21 (Williams FW21) は、ウィリアムズが1999年のF1世界選手権参戦用に開発したフォーミュラ1カー。設計統括者はパトリック・ヘッド。

## FW21

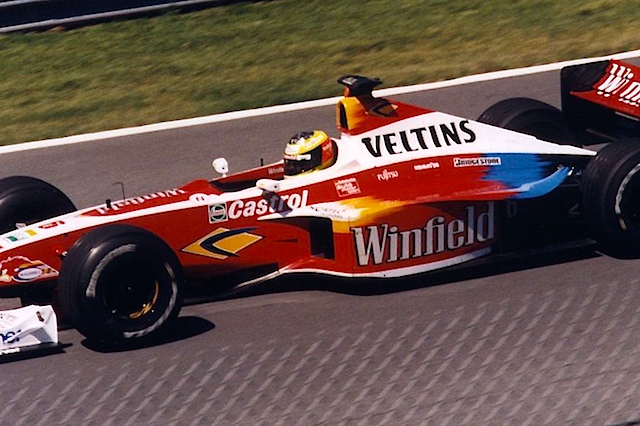
ラルフ・シューマッハのドライブするFW21。1999年カナダグランプリ。

ジョーダンに移籍したハインツ＝ハラルド・フレンツェンと入れ替わりに加入したラルフ・シューマッハと、CARTから5年ぶりにF1に復帰したアレッサンドロ・ザナルディがドライブした。
シューマッハは本車をうまく乗りこなし、シーズンを通して上位で活躍したが、一方のザナルディはグルーブドタイヤのハンドリングに苦しめられ、まさかの無得点に終わった（入賞のチャンスもトラブルなどで逃している）。この年はまた、ウィリアムズがルノーエンジン（スーパーテックのバッジであったが）を使う最後のシーズンであった。
コンストラクターズポイントは前年より低下の35ポイントに留まり、フレンツェンが一時は王座争いに加わる程の勢いであったジョーダンとは完全に立場が逆転する結果に終わった（前年におけるデイモン・ヒルに続き、ウィリアムズ側が見限ったドライバーに意趣返しを食らう形にもなった）。

## F1における全成績
(key) （太字はポールポジション）
| 年     | チーム       | エンジン                | タイヤ | ドライバー                 | 1   | 2   | 3   | 4   | 5   | 6   | 7   | 8   | 9   | 10  | 11  | 12  | 13  | 14  | 15  | 16  | ポイント | 順位 |
| ------ | ------------ | ----------------------- | ------ | -------------------------- | --- | --- | --- | --- | --- | --- | --- | --- | --- | --- | --- | --- | --- | --- | --- | --- | -------- | ---- |
| 1999年 | ウィリアムズ | スーパーテック FB01 V10 | B      |                            | AUS | BRA | SMR | MON | ESP | CAN | FRA | GBR | AUT | GER | HUN | BEL | ITA | EUR | MAL | JPN | 35       | 5th  |
| 1999年 | ウィリアムズ | スーパーテック FB01 V10 | B      | アレッサンドロ・ザナルディ | Ret | Ret | 11  | 8   | Ret | Ret | Ret | 11  | Ret | Ret | Ret | 8   | 7   | Ret | 10  | Ret | 35       | 5th  |
| 1999年 | ウィリアムズ | スーパーテック FB01 V10 | B      | ラルフ・シューマッハ       | 3   | 4   | Ret | Ret | 5   | 4   | 4   | 3   | Ret | 4   | 9   | 5   | 2   | 4   | Ret | 5   | 35       | 5th  |

## 参照
- AUTOCOURSE 1999-2000, Henry, Alan (ed.), Hazleton Publishing Ltd. (1999) ISBN 1-874557-34-9